# صفائيه (إيران)
صفائيه (بالفارسية: صفائیه) هي مدينة تقع في إيران في Ferdows District. يقدر عدد سكانها بـ 1,961 نسمة .